# Flughafen Frankfurt am Main
De Flughafen Frankfurt am Main (IATA: FRA, ICAO: EDDF), voorheen Flughafen Rhein-Main, is een grote luchthaven bij Frankfurt en de grootste internationale luchthaven van Duitsland. In 2018 werden er 69.515.414 passagiers en 2.123.801 ton vracht vervoerd vanaf deze luchthaven. Daarmee is het de zesde drukste luchthaven van Europa. 
Frankfurt bestaat uit twee terminals die met een shuttlebaan, de zogenoemde Skyline, met elkaar verbonden zijn. Deze shuttlebaan vervoert ongeveer 10 miljoen passagiers per jaar.

## Mainport
Frankfurt fungeert als een belangrijke mainport in West-Europa. Frankfurt handelde in 2007 de meeste passagiers af van en naar Spanje (21,9 miljoen). Daarna volgden Groot-Brittannië (11,5 miljoen), Italië (10,9 miljoen) en Turkije (10,0 miljoen). Op de vijfde plaats staat het eerste land buiten Europa, de Verenigde Staten met 9,6 miljoen passagiers.

## Banen
- 07C/25C - Lengte: 4000 meter. Verharding: asfalt.
- 07R/25L - Lengte: 4000 meter. Verharding: asfalt.
- 18 - Lengte: 4000 meter. Verharding: beton. Alleen voor vertrekkende vluchten.
- 07L/25R - Lengte: 2800 meter. Verharding: beton. Alleen voor landingen.

## Bereikbaarheid
De luchthaven is gelegen ten zuidwesten van Frankfurt in het Stadtwald (stadsbos), direct aan het snelwegknooppunt Frankfurter Kreuz. De A5 kruist hier de A3. Met ongeveer 310.000 voertuigen per dag, is het een van de drukste verkeersknooppunten in Europa. Op de luchthaven is er een directe verbinding met de expressbus naar de luchthaven Frankfurt-Hahn. De luchthaven is in verschillende richtingen verbonden met het openbare bussysteem.

### Treinverbindingen
Op het ondergrondse station van Terminal 1 stoppen de S-Bahn-lijnen S8 en S9 en de Regional-Expresstreinen. Gedurende de dag rijden treinen van de S-Bahn elke 15 minuten naar Frankfurt Hauptbahnhof in de binnenstad en verder naar Offenbach am Main en Hanau. In de omgekeerde richting gaan ze via Rüsselsheim en Mainz naar Wiesbaden. De reistijd naar het Hauptbahnhof bedraagt ongeveer 14 minuten.

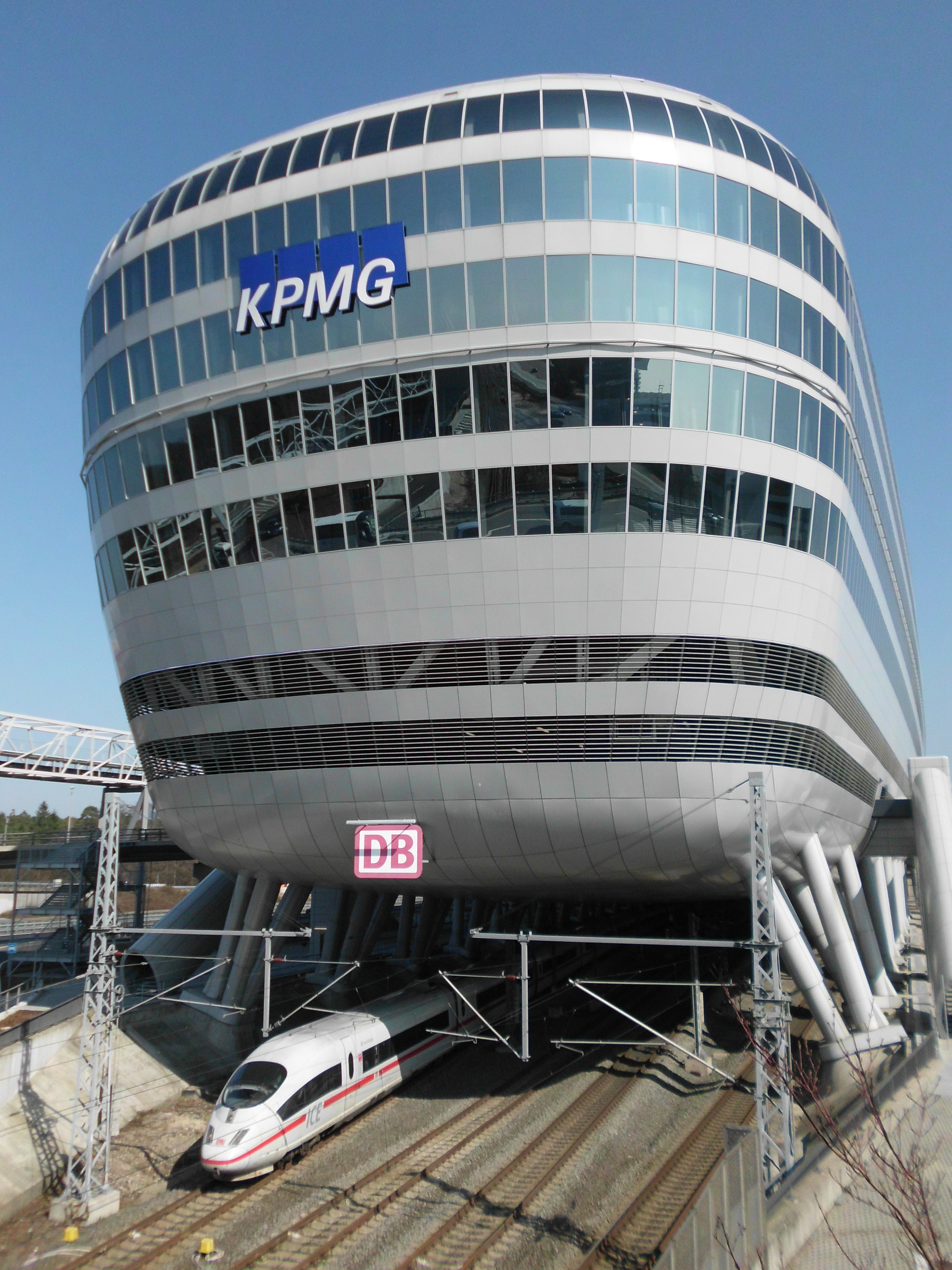
Het treinstation vanaf de luchthaven en vertrek van een ICE 3

Het tweede treinstation, Frankfurt Flughafen, is gelegen tussen de snelweg A3 en de expresweg B43. Het station is via een overdekte brug verbonden met Terminal 1. In dit station stoppen uitsluitend langeafstandstreinen. Dit station met vier sporen werd gebouwd voor de Hogesnelheidslijn Köln - Rhein/Main en werd geopend op 30 mei 1999. Boven het station is The Squaire gebouwd: een complex van 9 verdiepingen met meer dan 8 hectare kantoorruimte, 550-700 hotelkamers, restaurants en detailhandel.

## Trivia
- Onder invloed van de coronapandemie werden er in 2020 slechts 18.770.998 passagiers vervoerd.[4]